# 모 드라보스키
마이런 월터 드라보스키(영어: Myron Walter Drabowsky, 1935년 7월 21일~2006년 6월 10일)는 미국의 프로 야구 선수로, 포지션은 투수였다. 메이저 리그 베이스볼(MLB)의 시카고 컵스, 밀워키 브레이브스, 신시내티 레즈, 캔자스시티 애슬레틱스, 볼티모어 오리올스, 캔자스시티 로열스, 세인트루이스 카디널스, 시카고 화이트삭스 등지에서 뛰었으며, 우투우타였다. 동료의 로커에 뱀을 놓아 둔다던가 상대 팀의 불펜에 전화해 몸을 풀라고 이야기하는 등 짓궂은 장난으로 유명했던 선수였다.
폴란드의 유대인 가정에서 태어나, 1938년 미국으로 이민을 왔다. 고등학교와 대학 시절 투수로서 잠재력을 보였고 시카고 컵스와 보너스 베이비로 계약했다. 1956년 컵스 유니폼을 입고 데뷔했으며, 본격적인 루키 시즌이었던 다음해 내셔널 리그 탈삼진 부문 2위를 차지했다. 1958년에는 스탠 뮤지얼의 3,000번째 안타 허용 투수가 되었고, 같은 해 팔 부상을 당하며 어려움을 겪기도 했다. 이후 2년 더 컵스에 몸담았다가 밀워키 브레이브스로 트레이드되었다. 1961년과 1962년에는 밀워키를 비롯해 신시내티 레즈, 캔자스시티 애슬레틱스 등을 거쳤고, 이후 1965년 시즌까지 캔자스시티에 정착했다. 여러 차례 팀을 옮겨 다닌 기간 동안 몇 차례 마이너 리그로의 강등을 경험했으며, 메이저 리그에 있을 때는 선발투수로 뛰면서 가장 낮은 평균자책점(ERA)를 기록했던 1963년을 제외하고는 선발 로테이션과 불펜 사이를 왔다갔다했다. 1963년 얼리 윈의 300승 달성 경기 당시 패전투수이기도 했다. 1965년 시즌 이후 룰 5 드래프트를 통해 볼티모어 오리올스로 이적했다.
볼티모어에서는 대부분 구원 투수로만 기용되었고, 특히 1966년에 있었던 세 번의 선발 등판 이후로는 완전히 구원 투수로 자리잡았다. 곧 메이저 리그 최고의 불펜진을 구성하는 선수 중 한 명이 되었으며, 볼티모어에서의 첫 3년 동안 2.80, 1.60, 1.91의 평균자책점을 마크했다. 오리올스는 1966년 아메리칸 리그(AL) 우승을 차지했으며, 1966년 월드 시리즈 1차전에서 드라보스키는 3회 1사 만루 상황에서 좋지 않은 투구를 하던 데이브 맥널리를 대신해 마운드에 올랐다. 그 상황에서 볼넷을 허용해 한 점을 내주었지만 이후 잘 틀어막으면서 팀의 4–2 리드를 유지시켰고, 이후 6이닝 동안 무실점 투구를 하면서 팀의 1차전 승리에 기여했다. 오리올스는 이 시리즈에서 로스앤젤레스 다저스를 상대로 4연승을 했다.
드라보스키는 1968년 시즌 이후 확장 드래프트에서 캔자스시티 로열스의 지명을 받아 팀을 옮겼다. 그해 신생팀 로열스의 첫 경기에서 승리투수가 되었으며, 구원승으로만 11승을 따내 아메리칸 리그 구원 투수들 가운데서 가장 많은 승리를 따냈다. 1970년에 볼티모어로 다시 트레이드되었고, 신시내티와 맞붙은 월드 시리즈에서 개인 통산 두 번째 시리즈 우승을 경험했다. 1971년과 1972년에는 세인트루이스 카디널스에서 뛰었고, 1972년 시카고 화이트삭스를 마지막으로 선수 커리어를 마무리했다.
야구 선수로서 은퇴한 후에는 서류 봉투 제작회사와 통신 회사에서 일하다가, 야구 코치 봉급이 올라 충분히 삶을 지탱할 수 있게 된 1980년대부터는 다시 야구계에 뛰어들었다. 1986년 화이트삭스 투수 코치를 시작으로 산하 마이너 리그 팀에서 코치로 일했다. 1994년에 컵스에서 투수 코치를 맡았다가, 다시 오리올스 구단에 합류해 플로리다주에서 마이너 리그 피칭 인스트럭터로 일했다. 2006년 6월 10일, 70세의 나이로 사망했다.

## 출생과 성장
모 드라보스키(태어날 당시 이름은 미로스와프 드라보프스키(폴란드어: Mirosław Drabowski))는 폴란드 남부의 레자이스크 근처에 있는 오잔나의 유대인 가정에서 태어났으며, 어머니는 미국 시민권자였다. 그 둘은 아돌프 히틀러가 동유럽에서 동원을 개시하던 1938년에 미국으로 피해 도망쳐왔고, 아버지 또한 1년 뒤에 그들과 합류했다. 드라보스키의 가족은 코네티컷주의 하트퍼드 바로 위에 위치한 윈저 안의 마을인 윌슨에 정착했다.
코네티컷주에서 어린 시절을 보낸 드라보스키는 보스턴 레드삭스의 열렬한 팬이었다. 가장 좋아하는 야구 선수는 보비 도어였으며, 드라보스키 역시 2루수가 되고 싶어 했다. 하지만 그가 예비학교에 다니던 시절, 그의 좋은 어깨를 유심히 관찰한 학교 코치의 조언에 따라 투수로 전향하게 되었다. 드라보스키는 윈저에 있는 루미스 예비학교(오늘날의 루미스 채피 스쿨)에 다녔으며, 마지막 학년 때는 노히터와 함께 8승 무패의 성적을 거두기도 했다.
이후 드라보스키는 하트퍼드에 있는 트리니티 칼리지에 진학해 경제학을 공부했으며, 학내 친교 모임 활동에 깊이 빠지기 전까지는 장학금도 받았다. 학내 야구 대표팀으로도 뛰며 루미스 시절 이후 다시 한 번 노히터를 기록했다. 여름은 캐나다에서 보내면서 핼리팩스 앤드 디스트릭트 리그의 트루로 베어캣츠 소속으로 경기에 나섰다. 1956년, 시카고 컵스에서 유격수로 뛰었던 레니 메룰로의 시선을 사로잡은 트루로의 드라보스키는 그해 컵스 구단과 계약을 맺었다. 계약 규모에 대해서는 자료마다 다르지만, 드라보스키 본인이 말하기를 금액은 75,000달러(오늘날 화폐 가치로 714,000달러)였다고 한다. 이 계약으로 인해 드라보스키는 보너스 룰의 적용을 받는 보너스 베이비가 되었는데, 이는 컵스 구단이 2시즌 내내 드라보스키를 메이저 리그 로스터에 포함시켜야 하며 그렇지 않으면 선수를 웨이버 공시해야 함을 의미했다.

## 선수 경력

### 시카고 컵스 (1956~60)
드라보스키는 21세가 된지 얼마 지나지 않은 시점인 1956년 8월 7일에 메이저 리그에 데뷔했다. 소속팀 시카고 컵스가 밀워키 브레이브스에게 6–1로 패배한 경기에서 구원 등판해 무실점 피칭을 했다. 그로부터 11일 후, 더치 레너드 투수 코치가 드라보스키에게 "오늘 밤에 좀 던져 볼래?"라고 묻자, 드라보스키는 "좋아요."라고 답했다. 그러자 레너트 코치가 그에게 "그럼 너는 오늘 밤 카디널스를 상대할 선발이다."라고 말해주었다. 이날 경기에서 8회에 교체되기 전까지 드라보스키는 세인트루이스 카디널스를 상대로 1점만 허용하며 메이저 리그 첫 승을 거두었다. 이후 남은 시즌 계속 선발로 투입된 드라보스키는 이해 61이닝 동안 2승 4패, 2.47의 평균자책점(ERA), 36탈삼진을 기록했다.
1957년 시즌, 컵스의 2선발을 꿰찬 드라보스키는 7월 4일까지 4승 8패, 5.04의 평균자책점을 기록했고, 그 이후부터 시즌 마지막 경기에 이르기까지는 9승 7패, 2.51의 평균자책점을 기록했다. 이해 제구력 문제가 화두로 떠올랐는데, 예시로 6월 2일 신시내티 레드레그스와의 경기에서 3+2⁄3이닝 동안 네 타자(나중에 팀 동료가 되는 프랭크 로빈슨을 상대로 두 차례 포함)에게 몸에 맞은 공을 허용하며 메이저 리그 타이 기록을 세우기도 했다. 8월 4일 피츠버그 파이리츠와의 더블헤더 첫 경기에서는 6–0 완봉승을 거두었다. 9월 4일 신시내티와의 더블헤더 첫 경기에서는 2피안타만을 허용하며 점수 1–0으로 시즌 두 번째 완봉승을 거두었다. 시즌 최종 성적은 13승 15패 170탈삼진으로, 180탈삼진을 기록한 필라델피아 필리스의 루키 잭 샌퍼드에 이어 팀 동료 딕 드로트와 함께 내셔널 리그 탈삼진 부문 공동 2위였다. 선발 등판한 경기가 33경기로 내셔널 리그에서 4번째(루 버뎃, 잭 샌퍼드와 동률)로 많았고, 239+2⁄3이닝을 던져 이 부문 내셔널 리그 6위, 12완투로 이 부문 내셔널 리그 8위(브룩스 로런스, 돈 뉴컴과 동률)에 이름을 올렸다. 또한 10개의 몸에 맞은 공을 허용해 이 부문 리그 1위에 올랐다.
1958년, 드라보스키는 인후병과 미국 육군 예비군 복무 때문에 5월 1일 전까지 경기를 뛰지 못했다. 시즌 두 번째 선발 등판이 있던 카디널스와의 5월 13일 경기에서, 드라보스키는 6회초에 대타 스탠 뮤지얼을 상대로 커브를 던지다 2루타를 맞았는데, 이 안타가 뮤지얼의 통산 3,000번째 안타였다. 드라보스키는 그해 7월 11일 이전까지 8승 7패, 3.80의 평균자책점을 기록하고 있었고, 7월 11일 피츠버그 파이리츠와의 경기 중에 자신의 팔꿈치에서 무언가가 뚝하고 끊어지는 소리를 들었다. 그 소리를 들은 다음 이닝에 드라보스키는 5실점을 했고, 이후 선발 등판을 한 차례 걸렀으며, 다시 선발 등판한 경기에서 채 1이닝을 채우지 못하고 휴식을 취해야 했다. 드라보스키는 "처음에는 치료에 팔이 반응을 보였어요. 그러고 나서 다시 문제가 생겼습니다. 저는 팔꿈치를 조심히 다루기 위해 어깨를 무리하게 썼죠. 한 가지 일이 또 다른 일로 이어졌어요."라고 말했다. 이후 드라보스키는 8월에 네 차례 선발 등판을 하며 분투했지만 결국 이달을 마지막으로 시즌을 마감해야 했다. 이해 시즌 최종 성적은 9승 11패, 평균자책점 4.51, 77탈삼진이었다. 전년도보다 114이닝이나 적은 이닝을 투구했지만, 홈런은 지난해보다 불과 3개 적은 19개를 허용했다.
1959년 시즌의 컵스 선발 로테이션에서 자리를 잡기 위해 애썼던 드라보스키는 지난해보다 별로 성적이 나아지지 않았다. 이해 최고의 피칭은 8월 7일 파이리츠와의 경기에서 있었는데, 이날 상대 팀을 5피안타로 막고 완봉승을 거두었다. 시즌 최종 성적은 31경기(23선발) 출전, 5승 10패를 거뒀으며, 작년보다 더 많은 141+2⁄3이닝을 던졌고 평균자책점은 지난해보다 하락한 4.13이었다. 탈삼진 개수는 작년보다 7개 줄었다.
1960년 스프링 트레이닝에서 드라보스키의 팔은 완전히 회복되었다. 하지만 시즌 중에는 대부분 구원 투수로 기용되었고, 7월 4일에 평균자책점은 9.70까지 올라갔다. 이로 인해 드라보스키는 처음으로 마이너 리그 강등을 경험해야 했는데, 트리플 A 구단인 아메리칸 어소시에이션의 휴스턴 버프스에 합류했다. 휴스턴에서 드라보스키는 다섯 번의 선발 등판에서 모두 승리를 따냈으며, 평균자책점은 불과 0.90을 마크하며 8월에 다시 메이저의 부름을 받았다. 컵스로 복귀 후 더 나은 성적을 보였고, 시즌 마지막 11경기에서 4.03의 평균자책점을 기록했다. 이해 메이저 리그에서의 최종 성적은 32경기(7선발) 출전, 50+1⁄3이닝 동안 3승 1패, 평균자책점 6.44, 26탈삼진이었다.

### 밀워키 브레이브스, 신시내티 레즈, 그리고 캔자스시티 애슬레틱스 (1961~65)
드라보스키를 더 이상 필요로 하지 않았던 시카고 컵스는 1961년 스프링 트레이닝 막바지에 드라보스키와 세스 모어헤드를 밀워키 브레이브스로 보내고 대릴 로버트슨과 안드레 로저스를 받는 트레이드를 단행했다. 하지만 밀워키의 선발투수진에는 드라보스키를 위한 자리가 없었고, 드라보스키는 구원으로만 출전해 그해 16경기에서 무승 2패, 4.62의 평균자책점을 기록했다. 6월 8일 신시내티 레즈와의 경기에서 6회 4실점을 하고 팀은 10–8로 패배한 이후, 밀워키 구단은 그를 마이너 리그로 강등시킨 후 남은 시즌 다시 1군으로 부르지 않았다. 드라보스키는 남은 시즌 아메리칸 어소시에이션의 루이빌 커늘스에서 20경기(9선발)에 출전해 106이닝 동안 9승 6패, 4.75의 평균자책점, 54탈삼진을 기록했다. 시즌 종료 후 실시되는 룰 5 드래프트에서 밀워키 구단은 드라보스키를 보호 선수 명단에 포함시키지 않았고, 드라보스키는 신시내티의 지명을 받았다. 레즈의 유니폼을 입고 출발한 1962년 시즌, 드라보스키는 선발과 구원을 번갈아가며 뛰었고, 8월 4일까지 시즌 23경기(10선발)에 출전해 2승 6패, 4.99의 평균자책점을 기록했다. 그해 8월 13일에 캔자스시티 애슬레틱스는 드라보스키를 현금으로 영입했다. 그해 남은 시즌 애슬레틱스 소속으로 10경기(3선발)에 출전해 1승 1패, 5.14의 평균자책점을 기록했다. 두 팀의 성적을 합친 1962년 시즌 최종 성적은 33경기(13선발) 출전해 3승 7패, 평균자책점 5.03, 75탈삼진이었다.
1963년 시즌을 시작하며 캔자스시티 구단은 드라보스키를 구단 산하 트리플 A 팀인 퍼시픽 코스트 리그의 포틀랜드 비버스로 내려보냈다. 그곳에서 대부분 구원으로 기용되면서(19경기 출전, 2선발) 5승 1패, 2.13의 평균자책점을 기록했고, 6월에 메이저 리그의 부름을 받았다. 하지만 1군으로 복귀해 선발로 기용된 첫 6경기에서 6연패를 떠안았고, 이후 남은 시즌 7승 7패를 기록하며 시즌 최종 성적을 7승 13패로 마쳤다. 드라보스키가 6연패를 당했던 7월 13일의 경기는 얼리 윈이 통산 300승을 달성한 경기이기도 했다. 패전을 안은 경기가 많았지만 평균자책점은 3.05로 준수한 편이었고, 신인이었던 1957년 이후 처음으로 100개 이상의 탈삼진을 기록해 재기의 발판을 마련한 시즌이었다.
1964년 시즌의 첫 등판 경기에서 선발로 나선 드라보스키는 8이닝 동안 1실점만을 내주며, 워싱턴 세너터스를 상대로 팀의 3–1 승리를 이끌며 좋은 출발을 알렸다. 하지만 이후 연달아 7패를 당했고 6월 8일 워싱턴과의 경기가 되어서야 시즌 2승째를 챙겼다. 6월에는 불펜 투수로도 종종 출전했으며, 7월에 이르러서는 대부분 구원으로 경기에 나섰다. 이해 시즌 드라보스키는 53경기 출전으로 어느 해보다도 가장 많은 경기에 출전했으며, 21번 선발 등판했고 168+1⁄3이닝을 던졌다. 또한 신인 시즌 이후로 가장 많은 119개의 탈삼진을 잡아냈다. 하지만 5승 13패에 승보다 패가 월등히 많았고, 전년도 평균자책점 3.05보다 훨씬 오른 5.29의 시즌 평균자책점을 기록했다.
전년도에 높은 평균자책점과 승보다 패가 많은 시즌을 보냈음에도, 드라보스키는 1965년 시즌 캔자스시티의 개막전 선발투수로 투입되었다. 시즌 첫 다섯 경기에서 모두 선발로 나서며 승리 없이 3패, 5.55의 평균자책점을 기록하며 불펜진으로 내려갔다가, 6월 중순에 다시 구단 산하의 트리플 A 팀인 밴쿠버 마운티스로 강등되었다. 이후 다시 빅리그의 부름을 받지 못하고 밴쿠버에서 시즌을 마무리했다. 캔자스시티에서의 시즌 최종 성적은 14경기(5선발) 출전, 1승 5패와 4.42의 평균자책점이었다. 밴쿠버에서는 17경기(12선발) 출전해 96이닝 동안 8승 2패, 2.44의 평균자책점, 85탈삼진을 기록했으며, 밴쿠버에서 보낸 이번 시즌은 마이너 리그에서 공을 던진 마지막 시즌이기도 했다. Baseball-Reference.com에 따르면, 시즌이 끝난 1965년 10월 중에 세인트루이스 카디널스는 애슬레틱스로부터 드라보스키의 계약을 사들였다. 미국야구연구협회에 따르면 카디널스 구단은 룰 5 드래프트에서 드라보스키를 지명하고 싶어했으나 기회가 오지 않았다고 한다. 어떤 게 사실이든 간에 드라보스키는 1965년 11월 29일에 룰 5 드래프트를 통해 볼티모어 오리올스의 지명을 받으면서 다음해에 카디널스에서 시즌을 치르지 않았다.

### 볼티모어 오리올스 (1966~68)
볼티모어 오리올스로의 트레이드는 드라보스키의 커리어에 있어 전환점이 되었다. 전업 구원 투수로 자리잡은 드라보스키는 1966년 8월에 세 차례 선발 등판을 제외하고는 이후 메이저 리그에서의 마지막 6년 동안 한 번도 선발로 기용되지 않았다. 드라보스키는 팀 동료 스튜 밀러, 딕 홀, 에디 피셔와 함께 1960년대 리그 최고의 불펜진을 이끌었다.
1966년 시즌이 시작될 때부터 드라보스키는 볼티모어의 로스터에 포함되어 있었지만, 소속팀의 첫 37경기에서 9번 밖에 출전하지 못했고, 그 기간 동안 3.94의 평균자책점을 기록했다. 5월 말에 해리 브레친 투수 코치에게 이틀에 한 번 꼴로 공을 던질 수 있는지 물었다. 그 이후로 좀 더 자주 등판하게 되면서 남은 시즌 35경기에서 2.59의 평균자책점을 기록했다. 셤 롤라 불펜 코치는 드라보스키가 오리올스에 합류하면서 새롭게 자신감을 갖게 된 것 같다고 짐작하며, "우리는 컨텐더 팀이었고 그의 피칭을 응원할 수 있었죠."라고 말했다. 시즌 최종 성적은 6승 무패, 평균자책점 2.81, 7세이브를 기록했고, 98이닝 동안 96개의 삼진을 잡아냈다. 소속팀 볼티모어 오리올스는 아메리칸 리그(AL) 우승을 차지했으며, 드라보스키는 처음으로 포스트시즌 경험을 하게 되었다.
로스앤젤레스 다저스와의 1966년 월드 시리즈 1차전에서, 드라보스키는 3회말 1사에 주자가 가득찬 상황에 선발투수 데이브 맥널리를 대신해 경기에 투입되었다. 그리고 첫 타자를 삼진으로 잡은 뒤에 짐 길리엄에게 볼넷을 내주며 3루 주자 루 존슨의 득점을 허용했지만, 이후 후속 타자를 아웃시키며 볼티모어의 4–2 리드를 지켰다. 공교롭게도 루 존슨의 득점이 다저스가 이번 시리즈에서 기록한 마지막 득점이었으며, 오리올스는 이후 내리 3경기를 각각 짐 파머, 월리 벙커, 그리고 맥널리의 완봉으로 마무리하며 4승 무패로 시리즈 우승을 차지했다. 드라보스키는 1차전에서 11개의 삼진을 잡아내며 월드 시리즈 단일 경기 구원 투수 최다 탈삼진 기록을 세웠으며, 1919년 월드 시리즈에서 6타자 연속 탈삼진을 기록한 호드 엘러와도 47년 만에 타이를 이루었다.
이후 다음 2시즌 동안 드라보스키는 구원 투수로서 정상급의 성적을 보여주었고, 특히 1967년에도 전년도에 보여주었던 활약을 이어간 소수의 오리올스 투수 중 한 명이었다. 작년에 오리올스의 뒷문을 가장 많이 지켰던 스튜 밀러가 어려움을 겪으면서 드라보스키는 팀의 제1의 마무리 투수로 자리잡았다. 드라보스키는 시즌 중반까지 6승 무패를 기록했고, 출전한 첫 25경기에서 6자책점밖에 허용하지 않았다. 하지만 남은 시즌 18경기에서 7월 28일에 시즌 첫 패를 당한 것을 포함해 1승 5패를 기록했고, 그 기간 평균자책점은 3.45를 마크했다. 시즌 최종 성적은 95+2⁄3이닝 동안 7승 6패, 평균자책점 1.60, 96탈삼진을 기록했고, 12세이브로 이 부문 아메리칸 리그 7위에 이름을 올렸다. 이해는 드라보스키가 세이브 부문 리그 10위 내에 든 유일한 시즌이었다.
1968년 시즌, 드라보스키는 시즌 첫 9경기 동안 1실점 무자책을 기록했다. 또한 2년 연속으로 1점대 평균자책점(1.91)을 기록했다. 이해 시즌 45경기에서 61+1⁄3이닝 동안 4승 4패, 7세이브, 46탈삼진을 기록했다. 1969년 시즌에 접어들며 메이저 리그에는 네 개의 신생팀이 가입했으며, 드라보스키는 확장 드래프트에서 캔자스시티 로열스에게 지명된 몇 안되는 베테랑 선수였다.

### 커리어 후반
캔자스시티로 돌아온 드라보스키는 신생팀과 연봉 인상을 위해 협상을 한 후 1969년 2월 28일에 계약을 완료했다. 4월 8일 캔자스시티 로열스와 미네소타 트윈스와의 경기에서 12회 등판해 실점하지 않은 드라보스키는 로열스 구단 역사상 첫 승리투수가 되었다. 드라보스키는 이후에도 많은 승수를 따냈는데, 시즌 11구원승으로 1969년의 아메리칸 리그의 구원 투수들 가운데 가장 많은 구원승을 따냈다. 시즌 최종 성적은 52경기에 출전해 98이닝을 던지며 2.94의 평균자책점을 기록했고, 37경기를 마무리해 이 부문 리그 7위에 올랐고 11세이브를 기록했다.
드라보스키의 1970년 시즌의 시작도 로열스와 함께였다. 시즌 중 약물에 대한 거부반응으로 인해 병원 신세를 진 기간도 있었는데, 12일간 출전하지 않았던 5월 중으로 추정된다. 6월 15일, 드라보스키는 볼티모어 오리올스의 투수들이 밀워키 브루어스와의 경기에서 경기 후반 분투하고 있는 스코어보드를 보게 되었고, 오리올스 구단이 불펜 자원을 필요로 한다고 추측했다. 놀랍게도 트레이드 마감 시한이 다가오기 전이었던 그날에 오리올스는 보비 플로이드를 로열스로 보내는 대신에 드라보스키를 데려오는 트레이드를 성사시켰다. 드라보스키는 "저는 제가 언젠가 오리올스로 돌아올 거라는 사실을 항상 알고 있었어요."라고 이야기했다. 오리올스로 유니폼을 갈아 입은 후 21경기에 등판하였으며, 그해 캔자스시티와 볼티모어에서 모두 45경기에 등판해 69이닝 동안 5승 4패, 3.52의 평균자책점, 59탈삼진을 기록했다. 볼티모어는 그해 아메리칸 리그 동부 지구 우승을 이뤄냈으며, 드라보스키는 포스트시즌 선수 명단에 포함되었다. 미네소타 트윈스와 맞붙은 1970년 아메리칸 리그 챔피언십 시리즈에서 팀이 시리즈를 스윕하는 동안에 드라보스키는 경기에 출전하지 않았으나, 신시내티 레즈와 맞붙은 1970년 월드 시리즈에서는 두 차례 경기에 출전했다. 먼저 2차전에서 5회 등판해 2+1⁄3이닝을 던지며 조니 벤치에게 솔로포를 허용했으나, 소속팀 볼티모어는 최종 점수 6–5로 승리했다. 이어 4차전에서는 무실점 피칭을 했는데, 볼티모어는 6–5로 패배했다. 하지만 4차전이 볼티모어가 시리즈에서 유일하게 내준 경기였고, 오리올스가 5차전 승부 끝에 우승을 차지하면서 드라보스키는 또 다른 월드 시리즈 우승 반지를 얻게 되었다.
1970년 11월 30일, 오리올스의 드라보스키와 세인트루이스 카디널스의 제리 더배넌을 맞교환하는 트레이드가 단행되었다. 드라보스키는 세인트루이스에서의 첫 시즌에서 51경기에 출전해 60+1⁄3이닝 동안 6승 1패, 8세이브, 3.43의 평균자책점을 기록했다. 카디널스 소속으로 뛴 다음 시즌에는 지난해보다 향상된 평균자책점을 기록했는데, 시즌 첫 30경기에서 2.60을 마크했다. 하지만 8월 9일 카디널스 구단은 그를 방출했고, 드라보스키는 며칠 뒤 시카고 화이트삭스와 계약을 맺었다. 계약 당시 아메리칸 리그에서 여섯 번째로 나이가 많은 선수였다. 드라보스키는 8월 중 보스턴 레드삭스와의 경기에서 자신의 선수 생활의 끝을 목도했다. 당시 그는 "저는 [타자 토미 하퍼에게] 속구를 던졌고, 공이 홈플레이트로 향하는 걸 지켜보았죠. '도대체 언제 공이 홈플레이트에 도착하는 거야?', '이런, 나의 커리어는 끝났어.'라고 중얼거렸어요."라고 말했다. 그해 모두 37경기에 출전해 35이닝 동안 1승 1패, 2세이브, 2.57의 평균자책점, 26탈삼진을 기록했으며, 10월 6일 방출된 이후로 드라보스키는 다시 공을 잡지 않았다.

## 통산 기록과 투구 스타일
드라보스키는 통산 17시즌 동안 1,641이닝을 던지며 88승 105패, 55세이브, 1,162탈삼진, 702볼넷, 3.71의 평균자책점을 기록했다. 속구와 커브, 슬라이더를 던졌다. 컵스 구단과 처음 계약할 당시에는 강속구 투수였고, 이 덕분에 루키 시즌에 리그에서 탈삼진 부문 2위에 오를 수 있었다. 제구력 문제가 있었지만 장래 스타가 될 자질을 가진 선수였다. 하지만 1958년에 겪은 팔 부상으로 인해 구속이 줄어들었다. 드라보스키는 "팔에 문제가 생겨서 몇 년 동안 고생했어요."라고 요약하면서, "그러다 약간의 딜리버리 조정을 하고 단순히 던지는 사람이 아닌 투수가 되었죠. 또한 저는 타자의 강점과 약점을 분석하는 학생이 되었고, 이것이 제가 살아남은 방법이었습니다."라고 고백했다.
| 연 도      | 소 속      | 등 판 | 선 발 | 완 투 | 완 봉 | 무 4 구 | 승 리 | 패 전 | 세 이 브 | 홀 드 | 승 률 | 타 자 | 이 닝  | 피 안 타 | 피 홈 런 | 볼 넷 | 고 4 | 몸 맞 | 탈 삼 진 | 폭 투 | 보 크 | 실 점 | 자 책 점 | 평 자 책 | W H I P |
| ---------- | ---------- | ----- | ----- | ----- | ----- | ------- | ----- | ----- | -------- | ----- | ----- | ----- | ------ | -------- | -------- | ----- | ---- | ----- | -------- | ----- | ----- | ----- | -------- | -------- | ------- |
| 1956년     | CHC        | 9     | 7     | 3     | 0     |         | 2     | 4     | 0        |       | .333  | 225   | 51.0   | 37       | 1        | 39    | 3    | 2     | 36       | 0     | 0     | 19    | 14       | 2.47     | 1.490   |
| 1957년     | CHC        | 36    | 33    | 12    | 2     |         | 13    | 15    | 0        |       | .464  | 1010  | 239.2  | 214      | 22       | 94    | 6    | 10    | 170      | 5     | 1     | 103   | 94       | 3.53     | 1.285   |
| 1958년     | CHC        | 22    | 20    | 4     | 1     |         | 9     | 11    | 0        |       | .450  | 569   | 125.2  | 118      | 19       | 73    | 4    | 5     | 77       | 0     | 0     | 73    | 63       | 4.51     | 1.520   |
| 1959년     | CHC        | 31    | 23    | 3     | 1     |         | 5     | 10    | 0        |       | .333  | 631   | 141.2  | 138      | 21       | 75    | 4    | 3     | 70       | 7     | 0     | 78    | 65       | 4.13     | 1.504   |
| 1960년     | CHC        | 32    | 7     | 0     | 0     |         | 3     | 1     | 1        |       | .750  | 243   | 50.1   | 71       | 3        | 23    | 0    | 1     | 26       | 4     | 0     | 44    | 36       | 6.44     | 1.868   |
| 1961년     | MIL        | 16    | 0     | 0     | 0     |         | 0     | 2     | 2        |       | .000  | 118   | 25.1   | 26       | 4        | 18    | 3    | 1     | 5        | 1     | 1     | 15    | 13       | 4.62     | 1.737   |
| 1962년     | CIN        | 23    | 10    | 1     | 0     |         | 2     | 6     | 1        |       | .250  | 364   | 83.0   | 84       | 13       | 31    | 0    | 6     | 56       | 2     | 2     | 49    | 46       | 4.99     | 1.386   |
| 1962년     | KC         | 10    | 3     | 0     | 0     |         | 1     | 1     | 0        |       | .500  | 125   | 28.0   | 29       | 8        | 10    | 0    | 1     | 19       | 1     | 0     | 20    | 16       | 5.14     | 1.393   |
| '62년 합계 | KC         | 33    | 13    | 1     | 0     |         | 3     | 7     | 1        |       | .300  | 489   | 111.0  | 113      | 21       | 41    | 0    | 7     | 75       | 3     | 2     | 69    | 62       | 5.03     | 1.387   |
| 1963년     | KC         | 26    | 22    | 9     | 2     |         | 7     | 13    | 0        |       | .350  | 707   | 174.1  | 135      | 16       | 64    | 2    | 8     | 109      | 6     | 0     | 62    | 59       | 3.05     | 1.141   |
| 1964년     | KC         | 53    | 21    | 1     | 0     |         | 5     | 13    | 1        |       | .278  | 739   | 168.1  | 176      | 24       | 72    | 5    | 8     | 119      | 9     | 0     | 103   | 99       | 5.29     | 1.473   |
| 1965년     | KC         | 14    | 5     | 0     | 0     |         | 1     | 5     | 0        |       | .167  | 179   | 38.2   | 44       | 5        | 18    | 2    | 3     | 25       | 3     | 0     | 22    | 19       | 4.42     | 1.603   |
| 1966년     | BAL        | 44    | 3     | 0     | 0     |         | 6     | 0     | 6        |       | 1.000 | 377   | 96.0   | 62       | 10       | 29    | 5    | 1     | 98       | 0     | 0     | 31    | 30       | 2.81     | 0.948   |
| 1967년     | BAL        | 43    | 0     | 0     | 0     |         | 7     | 5     | 12       |       | .583  | 372   | 95.1   | 66       | 7        | 25    | 3    | 2     | 96       | 2     | 0     | 21    | 17       | 1.60     | 0.955   |
| 1968년     | BAL        | 45    | 0     | 0     | 0     |         | 4     | 4     | 7        |       | .500  | 242   | 61.1   | 35       | 3        | 25    | 5    | 4     | 46       | 7     | 0     | 17    | 13       | 1.91     | 0.978   |
| 1969년     | KC         | 52    | 0     | 0     | 0     |         | 11    | 9     | 11       |       | .550  | 398   | 98.0   | 68       | 10       | 30    | 2    | 2     | 76       | 1     | 0     | 33    | 32       | 2.94     | 1.000   |
| 1970년     | KC         | 24    | 0     | 0     | 0     |         | 1     | 2     | 2        |       | .333  | 149   | 35.2   | 28       | 3        | 12    | 3    | 2     | 38       | 1     | 0     | 13    | 13       | 3.28     | 1.121   |
| 1970년     | BAL        | 21    | 0     | 0     | 0     |         | 4     | 2     | 1        |       | .667  | 146   | 33.1   | 30       | 7        | 15    | 3    | 1     | 21       | 0     | 0     | 17    | 14       | 3.78     | 1.350   |
| '70년 합계 | BAL        | 45    | 0     | 0     | 0     |         | 5     | 4     | 3        |       | .556  | 295   | 69.0   | 58       | 10       | 27    | 6    | 3     | 59       | 1     | 0     | 30    | 27       | 3.52     | 1.232   |
| 1971년     | STL        | 51    | 0     | 0     | 0     |         | 6     | 1     | 8        |       | .857  | 256   | 60.1   | 45       | 2        | 33    | 8    | 2     | 49       | 1     | 1     | 23    | 23       | 3.43     | 1.293   |
| 1972년     | STL        | 30    | 0     | 0     | 0     |         | 1     | 1     | 2        |       | .500  | 128   | 27.2   | 29       | 4        | 14    | 4    | 1     | 22       | 2     | 0     | 13    | 8        | 2.60     | 1.554   |
| 1972년     | CWS        | 7     | 0     | 0     | 0     |         | 0     | 0     | 0        |       |       | 27    | 7.1    | 6        | 0        | 2     | 0    | 0     | 4        | 1     | 0     | 2     | 2        | 2.45     | 1.091   |
| '72년 합계 | CWS        | 37    | 0     | 0     | 0     |         | 1     | 1     | 2        |       | .500  | 155   | 35.0   | 15       | 10       | 16    | 4    | 1     | 26       | 3     | 0     | 15    | 10       | 2.57     | 1.457   |
| 통산: 17년 | 통산: 17년 | 589   | 154   | 33    | 6     |         | 88    | 105   | 54       |       | .456  | 7005  | 1641.0 | 1441     | 182      | 702   | 62   | 63    | 1162     | 53    | 5     | 758   | 676      | 3.71     | 1.306   |

- 굵은 글씨는 시즌 최고 성적.

## 은퇴 이후의 삶과 코치 경력

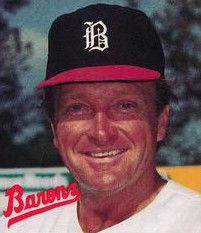
1988년 마이너 리그 코치 시절의 드라보스키

드라보스키는 선수로서 은퇴한 직후에는 야구 이외의 분야에서 일했다. 가든 시티 봉투 회사에서 1982년까지 일했고, 이후 캐나다인이 소유한 통신 회사에서도 일했다. 야구 코치의 봉급이 오르면서 드라보스키도 1980년대 중반에 야구계로 복귀할 수 있었고, 1986년에 시카고 화이트삭스의 투수 코치가 되었다. 그리고 이후 몇 년 간 화이트삭스의 팜팀에서 일했는데, 1987년부터 1988년까지 더블 A의 버밍햄 배런스에서, 1989년부터 1991년까지 트리플 A의 밴쿠버 캐나디안스에서 각각 코치를 맡았다. 1993년 컵스 구단으로 이직하여 1년 간 마이너 리그 피칭 인스트럭터를 맡았고, 1994년에는 컵스의 투수코치가 되었다. 이후 2006년 사망하기 전까지 10년 간 플로리다주에서 오리올스의 마이너 리그 피칭 인스트럭터로 근무했다.

## 짓궂은 장난
드라보스키는 장난꾸러기로 유명했는데, 대표적으로 컵스 시절에 투수가 던진 공을 발에 맞고 나서 1루로 휠체어를 타고 걸어나간 적이 있었다. 팀 동료인 딕 드로트가 휠체어를 갖고 있었고 드라보스키를 휠체어에 태우고 1루까지 밀어주다가 경기에서 퇴장을 당했다. 드라보스키는 종종 불펜 전화를 가지고 장난 전화를 걸기도 했다. 캘리포니아주 애너하임 스타디움에서의 한 원정 경기에서는 홍콩에 있는 중국 음식점에 전화를 걸어 음식을 포장 주문했다. 캔자스시티를 떠난 다음해 5월 27일, 소속팀 볼티모어가 캔자스시티 애슬레틱스와 경기를 치르고 있던 와중에 드라보스키는 캔자스시티의 불펜에 전화해 캔자스시티 앨빈 다크 감독의 목소리를 흉내내며 루 크라우스 주니어가 몸을 풀도록 시켰다가 다시 자리로 돌아가도록 지시했다. 드라보스키가 세 번째로 전화를 건 뒤에야 누군가가 그의 목소리를 알아보았다. 그는 "그들이 서로 뒤엉켜서 루 크라우스를 서둘러 준비시키려고 하는 걸 당신이 봤어야 했어요. 아주 재미있었죠."라고 털어놓았다. 한 번은 다른 팀의 워터 쿨러 안에 세 마리의 금붕어를 넣어 놓기도 했다.
뱀을 가지고 하는 장난은 드라보스키의 트레이드마크라고 생각될 정도였다. 드라보스키는 오리올스 시절에 볼티모어 주변에 있는 여러 펫 숍과 관계를 이어나갔는데, 가게에서 그에게 뱀을 빌려주면 드라보스키는 이를 이용해 브룩스 로빈슨, 폴 블레어, 요기 베라 등의 유명 선수들을 깜짝 놀라게 하곤 했다. 1969년 월드 시리즈 1차전이 치러지는 메모리얼 스타디움의 상공을 날던 복엽기에는 "새들에게 행운을 빕니다: 모(Moe)를 조심하세요."라는 글귀가 적힌 현수막이 달려 있었고, 2차전에서는 드라보스키가 볼티모어 동물원으로 하여금 경기장에 7피트짜리 검은 뱀을 보내오도록 시켰다. 다음해 월드 시리즈에는 드라보스키의 소속팀인 오리올스와 레즈가 맞붙었는데, 오히려 그는 자제하는 모습을 보이며 "시리즈 중이라면 [장난이] 역효과를 낼 수 있으니 조심해야 하죠."라고 말했다. 하지만 이러한 조심성 있는 태도는 경기장 밖에 있는 사람들에게는 적용되지 않았는데, 그는 소속팀 오리올스의 1970년 월드 시리즈 우승을 축하하는 자리에서 보위 쿤 커미셔너의 신발에 불을 붙이는 장난을 저질렀다. 드라보스키는 이를 두고 "평생 신발이 이렇게 빨리 벗겨지는 것을 본 적이 없어요."라고 말했다.
1971년, 뉴욕에서의 3연전에서 드라보스키는 할 복 스포츠기자의 신발에 불을 붙이는 장난을 다시 저질렀고, 이로 인해 처브 피니 내셔널 리그 회장의 문책을 받았다. 또한 같은 해 애틀란타 원정 중에는 마스코트 족장 노크아호마의 천막 안으로 폭죽을 던졌다. 은퇴 후 코치 시절에도 장난이 이어졌다. 한 번은 동물학대를 이유로 체포되었는데, 그가 지도하는 선수들이 나눴던 농담이라는 사실이 밝혀지기 전까지 드라보스키는 자신이 도를 넘은 행동을 했는지 되돌아봐야 했다. 짐 보턴의 책 《볼 포》에 따르면, 드라보스키의 팀 동료 중 한 명은 선수단이 비행기를 타고 이동하던 중 드라보스키가 아픈 나머지 "팬티 거들을 토했다"고 주장했다고 한다. 보턴은 그 책에서 "야구계에서 그보다 더한 괴짜는 없다"고 이야기했다.

## 모국 폴란드
1969년 4월 11일, 시카고의 칼럼니스트 마이크 로이코는 컵스에 관한 퀴즈를 내면서 드라보스키는 "지금도 폴란드 오잔나가 지금까지 키워낸 최고의 투수로 평가된다"고 적었다. 1987년, 드라보스키는 명예의 전당 헌액자 스탠 뮤지얼과 함께 쿠트노에서 야구 교실을 열었다. 폴란드는 드라보스키의 출생지였지만 선수들과 의사소통하기 위해서는 통역사가 필요했다. 드라보스키는 평소에 쓰는 비꼬는 유머를 곁들여 폴란드의 선수들에 대해 "날 것의 재능이에요, 이건. 아주 날 것. 아주, 아주 날 것. 지극히 날 것."이라고 표현했다. 드라보스키와 뮤지얼은 메이저 리그 커미셔너 사무실이 기부한 야구 장비들을 야구 교실 참가자들에게 전달하며 경기의 기본을 훈련시켰다. 드라보스키는 1999년 폴란드계 미국인 스포츠 명예의 전당에 헌액되었다.

## 개인사
드라보스키는 1957년에 팀 동료와 여행 중 만난 유나이티드 항공의 승무원인 엘리자베스 존스(Elisabeth Johns)와 만났다. 둘은 다음해 결혼했으며, 두 딸 마이라 베스(Myra Beth)와 로라 앤(Laura Anne)을 두었다. 야구 팬이었던 부인 엘리자베스는 자신이 열 살 때부터 로스앤젤레스 다저스의 스타 선수 길 호지스에 푹 빠져 있었다고 기자에게 이야기하기도 했다. 딸 로라는 텔레비전 연속극 《포트 찰스》에서 브렌다 매디슨 역을 맡았다. 35년간의 결혼 생활을 마치고 모 드라보스키와 엘리자베스는 이혼했으며, 드라보스키는 1992년에 재혼했다. 드라보스키는 선수 현역 시절 오프 시즌 기간에 증권 중개인으로도 일했다. 《스포팅 뉴스》에서는 드라보스키가 한 손에는 스포팅 뉴스를, 다른 한 손에는 월스트리트 저널을 들고 메이저 리그에 입성했다고 재담하기도 했다.
드라보스키는 다발성 골수종으로 오랜 기간 투병하다가 2006년 6월 10일에 아칸소주 리틀록에서 70세의 나이로 사망했다. 2000년에 다발성 골수종으로 인해 시한부 6개월 밖에 남지 않았다는 진단을 받았으나, 예상보다 더 긴 기간 생존했으며 줄기 세포 치료를 받아오면서 코치로 일했다.

### 내용주
1. ↑  원문: "The arm responded to treatment at first, then I had trouble again. I strained my shoulder favoring the elbow. One thing led to another."
2. ↑  원문: "We were a contender and could support his pitching."
3. ↑  원문: "I threw a fastball [to Tommy Harper], and I watched that ball go to the plate, and I said, 'When in the world is that ball going to get to the plate?' I said, 'Hey, my career is over.'"
4. ↑  원문: "Then I made some delivery adjustments and became a pitcher instead of a thrower. I also became a student of the game, analyzing hitter’s strengths and weaknesses, and this is how I survived."
5. ↑  원문: "There is no bigger flake in organized baseball than Drabowsky,"

### 참조주
1. ↑  Greenberg, Martin Harry (1979). 《The Jewish lists: physicists and generals, actors and writers, and hundreds of other lists of accomplished Jews》 (영어). New York: Schocken Books. ISBN 978-0805237115 – Internet Archive 경유. moe drabowsky jewish.
2. 1 2  Rosen, Harvey (1989년 4월 5일). “Only a Few Jews in Major League”. 《The Jewish Post & News》 (영어). 31A쪽. 2020년 1월 31일에 확인함.
3. ↑  Silver, Jesse (1966년 6월 17일). “Koufax Dominated the Sports Year”. 《The Canadian Jewish Chronicle》 (영어). 48쪽. 2020년 2월 21일에 확인함.
4. ↑  Skipper, John C. (2010년 6월 21일). 《Take me out to the Cubs game: 35 former ballplayers speak of losing at Wrigley》 (영어). Jefferson, NC: McFarland. 76쪽. ISBN 978-0786408108 – Google Books 경유.
5. 1 2 3 4 5 6 7 8 9 10 11 12 13 14 15 16 17 18 19 20 21 22 23 24 25 26 27 28 29 30  Lesch, R. J. “Moe Drabowsky”. 《SABR》 (영어). 2020년 1월 15일에 확인함.
6. 1 2 3  “Moe Drabowsky”. 《National Polish-American Sports Hall of Fame》 (영어). 2011년 2월 21일에 원본 문서에서 보존된 문서. 2011년 2월 16일에 확인함.
7. 1 2 3 4 5 6 7 8 9 10 11 12 13 14 15 16 17 18 19 20 21 22 23 24 25 26 27 28 29 30 31  “Moe Drabowsky Stats”. 《Baseball-Reference》 (영어). 2020년 1월 26일에 확인함.
8. 1 2 3 4 5 6  “Prankster pitcher Moe Drabowsky dies at age 70”. 《ESPN》 (영어). Associated Press. 2006년 6월 11일. 2007년 1월 14일에 확인함.
9. ↑  “Chicago Cubs at Milwaukee Braves Box Score, August 7, 1956”. 《Baseball-Reference》 (영어). 2020년 1월 30일에 확인함.
10. ↑  “Moe Drabowsky 1957 Pitching Gamelogs”. 《Baseball-Reference》 (영어). 2020년 2월 10일에 확인함.
11. ↑  “Pittsburgh Pirates at Chicago Cubs Box Score, August 4, 1957”. 《Baseball-Reference》 (영어). 2020년 2월 10일에 확인함.
12. ↑  “Cincinnati Redlegs at Chicago Cubs Box Score, September 4, 1957”. 《Baseball-Reference》 (영어). 2020년 2월 10일에 확인함.
13. ↑  “1957 NL Pitching Leaders”. 《Baseball-Reference.com》 (영어). 2020년 1월 27일에 확인함.
14. ↑  “St. Louis Cardinals at Chicago Cubs Box Score, May 13, 1958”. 《Baseball-Reference.com》 (영어). 2020년 1월 27일에 확인함.
15. ↑  “Moe Drabowsky 1958 Pitching Gamelogs”. 《Baseball-Reference.com》 (영어). 2020년 1월 27일에 확인함.
16. ↑  “Pittsburgh Pirates at Chicago Cubs Box Score, August 7, 1959”. 《Baseball-Reference》 (영어). 2020년 1월 28일에 확인함.
17. 1 2  “Chicago Cubs”. 《Sports Illustrated》 (영어). 1960년 4월 11일. 2020년 1월 28일에 확인함.
18. 1 2 3  “Moe Drabowsky 1960 Pitching Gamelogs”. 《Baseball-Reference》 (영어). 2020년 1월 28일에 확인함.
19. 1 2 3 4 5  “Moe Drabowsky Minor League Statistics & History”. 《Baseball-Reference》 (영어). 2020년 1월 28일에 확인함.
20. ↑  “Moe Drabowsky 1961 Pitching Gamelogs”. 《Baseball-Reference》 (영어). 2020년 1월 28일에 확인함.
21. 1 2  “Moe Drabowsky 1962 Pitching Gamelogs”. 《Baseball-Reference》 (영어). 2020년 1월 26일에 확인함.
22. 1 2  “Kansas City Athletics”. 《Sports Illustrated》 (영어). 1964년 4월 13일. 2020년 1월 28일에 확인함.
23. ↑  “Moe Drabowsky 1963 Pitching Gamelogs”. 《Baseball-Reference》 (영어). 2020년 1월 28일에 확인함.
24. ↑  “Cleveland Indians at Kansas City Athletics Box Score, July 13, 1963”. 《Baseball-Reference》 (영어). 2020년 2월 10일에 확인함.
25. ↑  “Moe Drabowsky 1964 Pitching Gamelogs”. 《Baseball-Reference》 (영어). 2020년 2월 9일에 확인함.
26. ↑  “Moe Drabowsky 1965 Pitching Gamelogs”. 《Baseball-Reference》 (영어). 2020년 2월 9일에 확인함.
27. 1 2 3  “Moe Drabowsky 1966 Pitching Gamelogs”. 《Baseball-Reference》 (영어). 2020년 2월 11일에 확인함.
28. ↑  Lacy, Sam (1966년 7월 9일). “Birds Boast Baseball's Best Bullpen”. 《Baltimore Afro-American》 (영어). 27쪽. 2020년 1월 15일에 확인함.
29. ↑  Encina, Eduardo A. (2015년 1월 6일). “Former Orioles relief pitcher Stu Miller dies at 87”. 《The Baltimore Sun》 (영어). 2020년 2월 10일에 확인함.
30. 1 2  Mann, Jack (1966년 10월 17일). “Those Happy Birds!”. 《Sports Illustrated》 (영어). 2020년 1월 28일에 확인함.
31. ↑  “1966 World Series Game 1, Orioles at Dodgers, October 5”. 《Baseball-Reference》 (영어). 2020년 2월 7일에 확인함.
32. 1 2  Goldstein, Richard (2006년 6월 13일). “Moe Drabowsky, Pitcher and Accomplished Prankster, Dies at 70”. 《The New York Times》 (영어). 2020년 2월 7일에 확인함.
33. 1 2  Jares, Joe (1967년 7월 17일). “The Birds Fall Down on Broken Wings”. 《Sports Illustrated》 (영어). 2020년 1월 28일에 확인함.
34. ↑  “Stu Miller Stats”. 《Baseball-Reference》 (영어). 2020년 1월 28일에 확인함.
35. ↑  “Moe Drabowsky 1967 Pitching Gamelogs”. 《Baseball-Reference》 (영어). 2020년 1월 28일에 확인함.
36. ↑  “Moe Drabowsky 1968 Pitching Gamelogs”. 《Baseball-Reference》 (영어). 2020년 2월 11일에 확인함.
37. ↑  “KC, Seattle Pay Big for AL Picks”. 《Pittsburgh Post-Gazette》 (영어). Associated Press. 1968년 10월 16일. 22쪽. 2020년 1월 22일에 확인함.
38. ↑  “Mays Satisfied”. 《Reading Eagle》 (영어). 1969년 2월 27일. 27쪽. 2020년 1월 22일에 확인함.
39. ↑  “Transactions”. 《The Pantagraph》 (영어). 1969년 3월 1일. 11쪽. 2020년 1월 22일에 확인함.
40. ↑  “Minnesota Twins vs Kansas City Royals April 8, 1969 Box Score”. 《Baseball Almanac》 (영어). 2020년 2월 13일에 확인함.
41. ↑  “1969 AL Relief Pitching”. 《Baseball-Reference》 (영어). 2020년 2월 13일에 확인함.
42. ↑  “Moe Drabowsky 1970 Pitching Gamelogs”. 《Baseball-Reference》 (영어). 2020년 2월 13일에 확인함.
43. ↑  Durso, Joseph (1970년 6월 17일). “Drabowsky Back in Oriole Fold”. 《The New York Times》 (영어). 2023년 3월 4일에 확인함.
44. 1 2 3 4  “Drabowsky Picks Birds to Win”. 《Daytona Beach Morning Journal》 (영어). Associated Press. 1970년 10월 7일. 11쪽. 2020년 1월 27일에 확인함.
45. ↑  “1970 World Series Game 2, Orioles at Reds, October 11”. 《Baseball-Reference》 (영어). 2020년 2월 16일에 확인함.
46. ↑  “1970 World Series Game 4, Reds at Orioles, October 14”. 《Baseball-Reference》 (영어). 2020년 2월 16일에 확인함.
47. ↑  “Center Fielders Are Exchanged”. 《The New York Times》 (영어). 1970년 12월 1일. 63쪽. 2020년 3월 10일에 확인함.
48. 1 2  “Drabowsky Pitching Coach, Foley in Bullpen for Cubs”. 《The Chicago Tribune》 (영어). 1993년 10월 26일. 2020년 1월 14일에 확인함.
49. ↑  “1994 Chicago Cubs Statistics”. 《Baseball-Reference》 (영어). 2020년 1월 14일에 확인함.
50. ↑  “Obituaries in the news: Prankster pitcher Moe Drabowsky”. 《Trib Live》 (영어). Associated Press. 2006년 6월 12일. 2020년 1월 14일에 확인함.
51. ↑  “Year In Review : 1957 National League” (영어). Baseball Almanac. 2011년 2월 13일에 확인함.
52. ↑  Murphy, Austin (1987년 7월 6일). “Doing Time in the Pen”. 《Sports Illustrated》 (영어). 2020년 1월 28일에 확인함.
53. ↑  Bouton, Jim (1970). 《Ball Four》 (영어). New York: Wiley Publishing Co. 179쪽. ISBN 978-0440004158.
54. ↑  Bouton, Jim (1970). 《Ball Four》 (영어). New York: Wiley Publishing Co. 158쪽. ISBN 978-0440004158.
55. ↑  Royko, Mike (1999). 《One More Time: The Best of Mike Royko》 (영어). Chicago: University of Chicago. 29–31쪽. ISBN 978-0226730721.
56. ↑  Butturini, Paula (1987년 9월 27일). “Stars Coach Poles in Basics of Baseball”. 《The Chicago Tribune》 (영어). 2020년 2월 18일에 확인함.
57. 1 2  Ordine, Bill (2006년 6월 11일). “O's Series hero was prankster, too”. 《The Baltimore Sun》 (영어). 2020년 2월 20일에 확인함.
58. ↑  “Laura Nevell”. 《IMDB》 (영어). 2020년 2월 20일에 확인함.